# FBS EVENING NEWS
『FBS EVENING NEWS』（エフビーエス イブニング ニュース）は、1982年10月4日から1984年3月30日まで1年半、福岡放送で生放送されていた平日夕方5時30分からのローカルワイドニュース番組。協力：読売新聞。

## 放送時間
- 毎週月曜 - 金曜 17:30 - 18:00（日本標準時）。